# Ԫ
La ligature djjé (capitale Ԫ et minuscule ԫ) est une ligature qui a été utilisée dans l’écriture de l’ossète et du komi-zyriène et est utilisé dans certaines transcriptions phonétiques.

## Utilisations
Andreas Sjögren utilise le ԫ dans l’alphabet cyrillique ossète dans sa grammaire publiée en 1844, lettre qu’il construit en fusionnant les lettres д et ж.

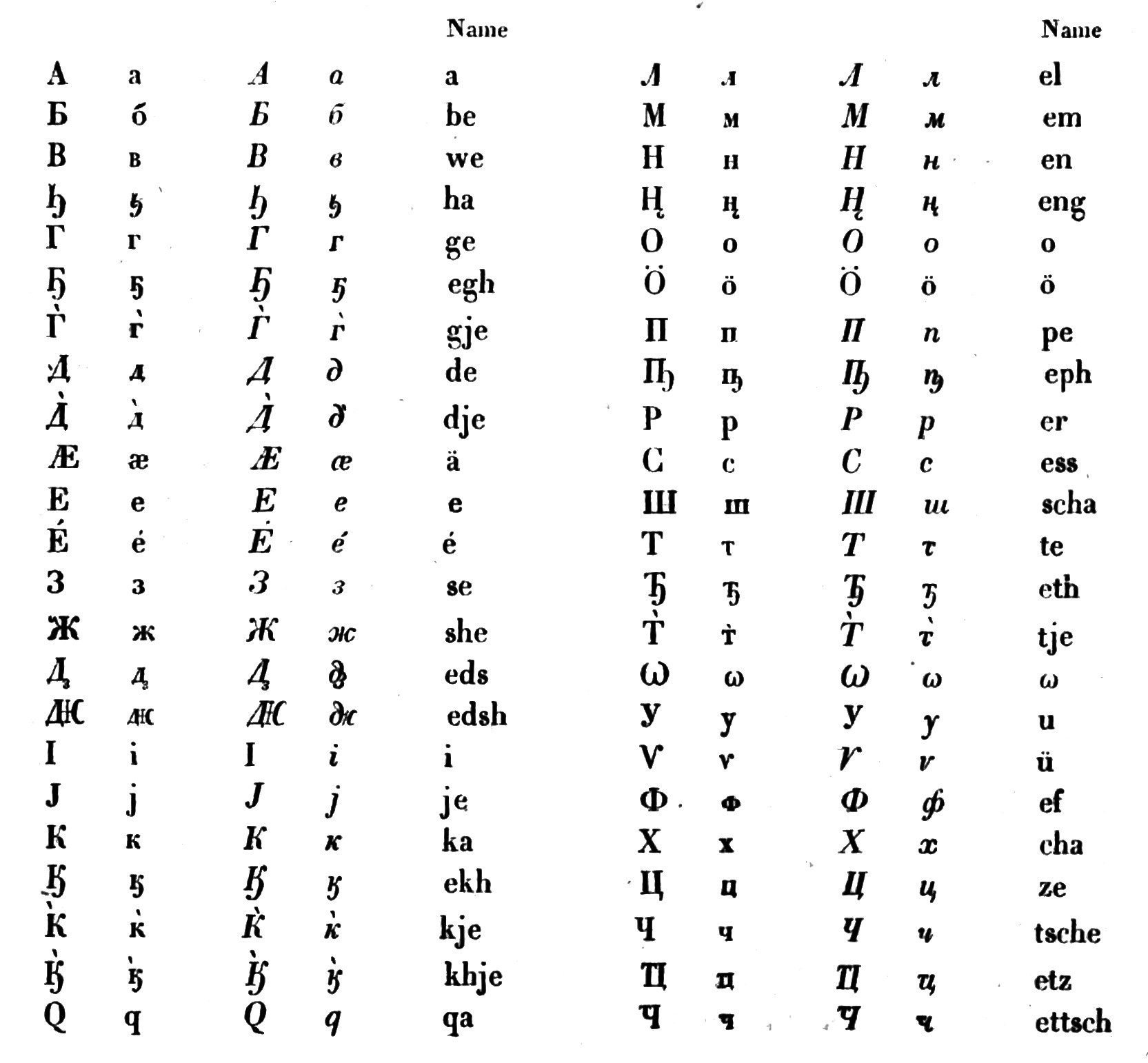
Alphabet ossète de Sjögren 1844.

En komi-zyriène, le ԫ a été utilisé par certains auteurs au XIXe siècle.

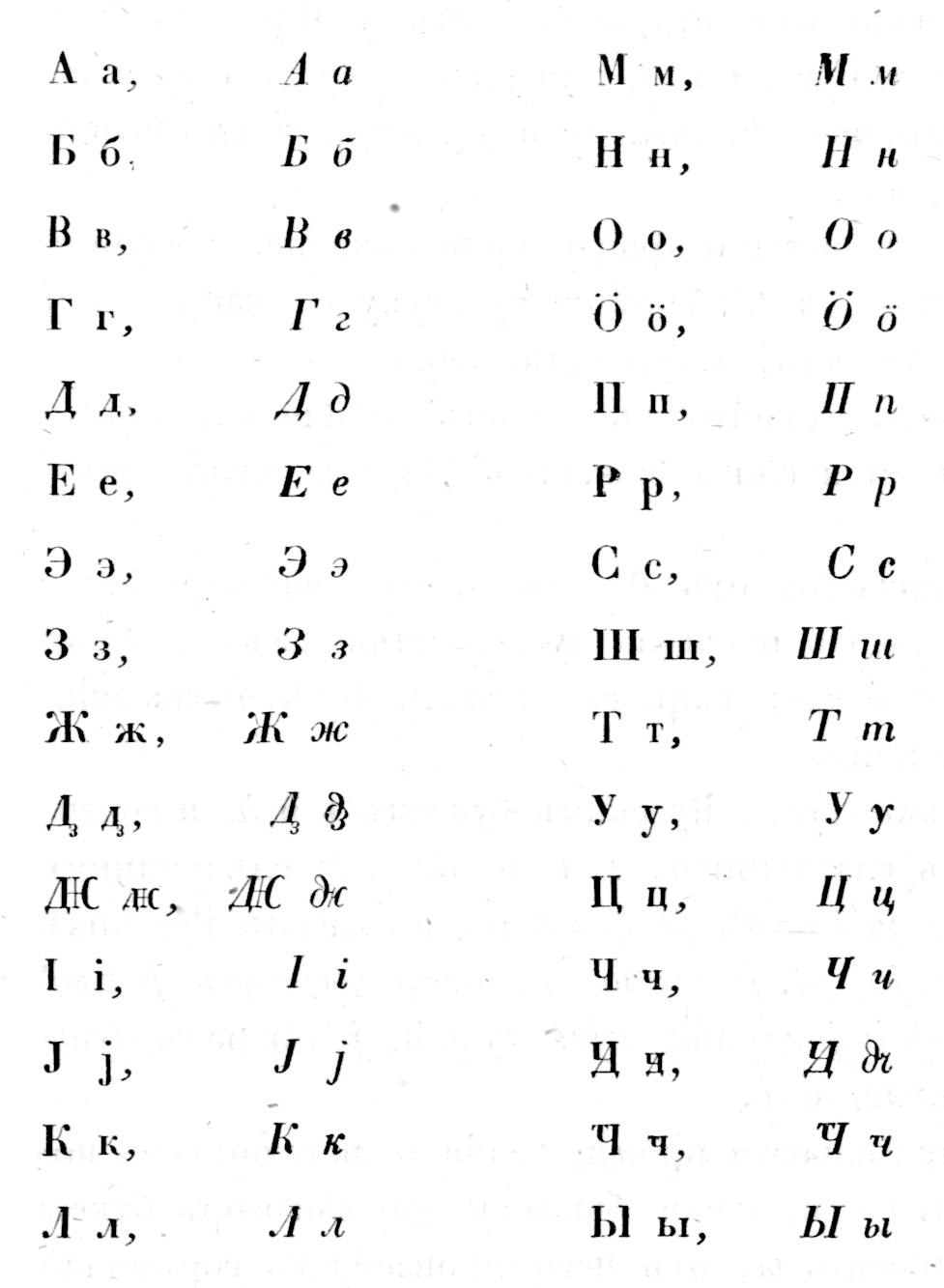
Alphabet komi-zyriène en 1850.

En linguistique, par exemple dans certains dictionnaires orthoépique ou descriptions phonétiques, ‹ ԫ › est utilisé pour représenter une consonne affriquée palato-alvéolaire voisée [dʒ].

## Représentation informatique
La ligature djjé peut être représentée avec les caractères Unicode suivants  :
| formes    | représentations | chaînes de caractères | points de code | descriptions                       |
| --------- | --------------- | --------------------- | -------------- | ---------------------------------- |
| capitale  | Ԫ               | Ԫ                     | U+052A         | ligature majuscule cyrillique djjé |
| minuscule | ԫ               | ԫ                     | U+052B         | ligature minuscule cyrillique djjé |